# Жусипбеков, Хамза
Хамза Жусипбеков (1900 — 26.02.1938) — переводчик, народный комиссар юстиции КазАССР в 1924—1925 годы.

## Биография
Родился в 1900 году в ауле Нура Акмолинского уезда Акмолинской области.
С первых дней Октябрьской революции принимал участие в революционном движении, в деятельности «Демократического союза молодежи», вступил в революционный Союз молодежи «Жас казак».
Начиная с 1920 года был инструктором губбюро ВКП(б) и губревкома, секретарем уездного комитета ВКП(б) в Кокчетаве, заворгом Акмолинского губкома, ответственным секретарем Букеевского губкома, председателем ЦК Союза рабпроса, ответственным секретарем партколлегии крайкома ВКП(б), секретарем крайкома, председателем КСПС (Краевой совет профессиональных союзов).
В 1927-32 секретарь краевого комитета РКП(б) Казахстана.
В 1925-37 в периодической печати публиковались его литературно-критические статьи, рассказы, =очерки. В 1928 году вышла книга «Карсакбай», куда вошли все его сочинения. В 1929 году возглавил журнал «Кызыл Казахстан». В эти же годы вышли в свет его сборники «Женский труд», «Карсакбай». X. Жусупбеков принимал непосредственное участие в становлении казахских советских писателей. Он перевел на казахский язык ряд научных трудов, художественных произведений. Роман «Как закалялась сталь» впервые на казахский язык был переведен X. Жусипбековым (1935).
В 1933-36 председатель Казсофпрофа, народный комиссар юстиции КазССР, заместитель наркома коммунального хозяйства.
С января 1935 года народный комиссар юстиции КазАССР. При X. Жусипбекове юридический факультет при Алма-Атинском институте советского строительства был преобразован в юридический институт.
В 1935-36 член ЦИК КазАССР.
В 1936-37 переводчик в Казахстанском институте марксизма-ленинизма, директор Казгослитиздата.
Был делегатом съезда профсоюзов; IV, V, VI краевых партийных конференций, в 1927, 1932, 1936 годах являлся членом бюро краевого комитета ВКП(б), в 1935—1936 — членом Президиума исполнительного комитета Казахстана.
Осенью 1937 года признали «врагом народа» и 26 февраля 1938 года Хамза Жусипбеков был расстрелян.